# Karancslapujtő
Karancslapujtő is een plaats (község) en gemeente in het Hongaarse comitaat Nógrád. Karancslapujtő telt 2897 inwoners (2001).